# Sobór Zaśnięcia Matki Bożej w Warnie
Sobór Zaśnięcia Matki Bożej  (bułg. катедрала "Св. Успение Богородично") – prawosławny sobór w Warnie, katedra metropolii warneńskiej i wielkopresławskiej Bułgarskiego Kościoła Prawosławnego. Wzniesiona w II połowie XIX w.
Sobór położony jest w centrum miasta.

## Historia
Po wojnie rosyjsko-tureckiej z lat 1877–1878, Bułgarzy, mieszkańcy Warny, zaprosili rosyjskiego księcia Aleksandra Dondukowa-Korsakowa na nabożeństwo w należącej do Egzarchatu Bułgarskiego cerkwi św. Michała Archanioła w Warnie. Rozczarowany wyglądem i stanem technicznym świątyni, rosyjski arystokrata obiecał pomoc przy wzniesieniu nowej. Pracami przygotowawczymi do budowy cerkwi zajęła się komisja, sformowana w listopadzie 1879 przez bułgarskiego metropolitę warneńskiego Symeona. Inwestycja została sfinansowana z prywatnych darów oraz z dotacji państwowej. Kamień węgielny pod budowę obiektu położył książę Aleksander I Battenberg 22 sierpnia 1880. Maryjne wezwanie świątyni wybrano, by upamiętnić osobę carycy Rosji Marii Fiodorowny; patronami ołtarzy bocznych zostali św. Mikołaj z Miry i św. Aleksander Newski. Projekt soboru wykonał architekt Maas z Odessy, który przyjął za wzór jedną z cerkwi w Peterhofie. Budowa cerkwi trwała sześć lat.
Pierwsza Święta Liturgia w ukończonej świątyni miała miejsce 30 sierpnia 1886, jednak jeszcze w kolejnych latach trwały prace nad dekoracją wnętrza cerkwi. W 1901 car rosyjski Mikołaj II przekazał świątyni 42 niewielkie ikony i 3 większe wizerunki świętych, zaś trzy lata później – kolejne osiem ikon. W latach 1941–1943 do głównej bryły budynku dostawiono 38-metrową dzwonnicę. W latach 60. XX wieku w oknach świątyni pojawiły się witraże z wyobrażeniami Świętych Cyryla i Metodego oraz Świętych Klemensa i Angelariusza Ochrydzkich.